# Lagerstroemia cristata
Lagerstroemia cristata är en fackelblomsväxtart som beskrevs av Caetano Xavier Furtado och Montien. Lagerstroemia cristata ingår i släktet Lagerstroemia och familjen fackelblomsväxter. Inga underarter finns listade i Catalogue of Life.